# A-147 (Rusland)
De A-147 is een federale autoweg in het zuiden van Rusland van 346 kilometer lang. De weg voert van Novorossiejsk aan de Zwarte Zee parallel aan de Zwarte Zeekust naar de Georgische grens bij Adler. In Georgië loopt de weg als S1 verder naar Soechoemi en uiteindelijk Tbilisi. Tot 2011 heette de weg M-27. Deze M-27 liep ten tijde van de Sovjet-Unie nog door naar Tbilisi en Bakoe.
De weg begint in Novorossiejsk met de kruising met de A-290. Daarna loopt de weg direct langs de kust en bergen richting het zuidoosten. Bij Gelendzjik ligt een ongelijkvloerse kruising. Hierna gaat de weg wat verder landinwaarts. De weg is bochtig en loopt door dichtbebost berggebied. Even voor Dzjoebga is de kruising met de M-4, die uit Krasnodar komt.
Na Dzjubga voert de weg weer direct langs de kust, langs vele badplaatsen aan de Zwarte Zee, en de weg doorkruist Sotsji, een zeer bekende badplaats in Rusland, en een van de meest langgerekte steden ter wereld. Rondom het centrum van Sotsji is een 15 kilometer lange rondweg gebouwd. Tussen Sotsji en Adler is de weg over 15 kilometer uitgebouwd als snelweg met 2x2 rijstroken. Een paar kilometer na Adler wordt de Georgische grens bereikt.
De A-147 is onderdeel van de E97.